# Pologne aux Jeux olympiques d'été de 1988
L'équipe de Pologne olympique a remporté 16 médailles (2 en or, 5 en argent, 9 en bronze) lors de ces Jeux olympiques d'été de 1988 à Séoul, se situant à la 14e place des nations au tableau des médailles.
L'athlète  Bogdan Daras est le porte-drapeau d'une délégation polonaise comptant 143 sportifs (111 hommes et 32 femmes).

## Liste des médaillés polonais

### Médailles d'Or
| Sport              | Discipline                             | Sportifs        | Performance |
| Médailles d'or : 2 |                                        |                 |             |
| Judo               | -78 kg poids mi-moyens (H)             | Waldemar Legień |             |
| Lutte              | Gréco-romaine, Poids lourds, 90-100 kg | Andrzej Wroński |             |

### Médailles d'Argent
| Sport                  | Discipline                                 | Sportifs                                                             | Performance |
| Médailles d'argent : 5 |                                            |                                                                      |             |
| Canoë-Kayak            | C2 500m (H)                                | Marek Dopierała Marek Łbik                                           |             |
| Cyclisme               | 100 km par équipe (H)                      | Joachim Halupczok Zenon Jaskuła Marek Leśniewski Andrzej Sypytkowski |             |
| Escrime                | Sabre individuel (H)                       | Janusz Olech                                                         |             |
| Judo                   | -65 kg poids mi-légers (H)                 | Janusz Pawłowski                                                     |             |
| Lutte                  | Gréco-romaine, Poids super-mouches, -48 kg | Andrzej Głąb                                                         |             |

### Médailles de Bronze
| Sport                   | Discipline                               | Sportifs                     | Performance |
| Médailles de bronze : 9 |                                          |                              |             |
| Boxe                    | Poids welter -67 kg (H)                  | Jan Dydak                    |             |
| Boxe                    | Poids mi-lourd -81 kg (H)                | Henryk Petrich               |             |
| Boxe                    | Poids lourd -91 kg (H)                   | Andrzej Gołota               |             |
| Boxe                    | Poids super-lourd +91 kg (H)             | Janusz Zarenkiewicz          |             |
| Canoë-Kayak             | C2 1 000m (H)                            | Marek Dopierała Marek Łbik   |             |
| Canoë-Kayak             | K1 1 000m (F)                            | Izabella Dylewska-Światowiak |             |
| Haltérophilie           | 90 kg                                    | Sławomir Zawada              |             |
| Lutte                   | Gréco-romaine, Poids mi-moyens, 68-74 kg | Józef Tracz                  |             |
| Natation                | 400 mètres Nage libre                    | Artur Wojdat                 |             |